# Ventura González Romero
Ventura González Romero  (Soto en Cameros, 15 de julio de 1796-Valladolid, 31 de enero de 1870) fue un político español.  

## Biografía
Liberal, fue ministro de Gracia y Justicia entre enero de 1851 y diciembre de 1852, bajo cuyo mandato se firmó el concordato de 1851 con la Santa Sede. En 1863 fue nombrado senador vitalicio del Reino.
Asimismo, con anterioridad, entre 1849 y 1853 fue director general de lo Contencioso.